# Маленький Фриц
«Маленький Фриц» — сольный альбом Глеба Самойлова («Агата Кристи», The Matrixx).

## История записи
Альбом записывался в декабре 1990 года (параллельно с альбомом «Декаданс» группы «Агата Кристи»), но тогда кассеты с «Маленьким Фрицем» распространялись только среди друзей и знакомых Глеба.
В 1995 году альбом оцифрован и издан на CD, а весной 2013 года — на виниловых пластинках.
В записи принимал участие Александр Пантыкин.

## Концепция
Концепция альбома — взгляд на события Второй мировой войны глазами молодого немецкого солдата, через весь альбом идёт ироническая антифашистская линия.
«Мой каждый альбом как книга, цельное произведение — говорит Глеб Самойлов. — Это альбом о Великой Отечественной войне, но от лица молодого немецкого солдата, который в этой войне оказался, как и большинство остальных немцев, вовсе не из идейных побуждений, а просто потому, что он родился в этой стране, просто потому, что это его долг».
По словам автора, альбом был написан «со стороны человека, со стороны человечества. Потому что речь идет о войне, о трагедии в принципе, со стороны людей, кому она была не нужна, со стороны нормальных людей, которые не любят войну».

## Оформление
Компакт-диск оформлен художником Александром Коротичем с учётом пожеланий автора. На обложке буклета изображён пятиконечный знак, стилизованный под свастику, один из его надтреснутых концов угрожающе навис прямо над головой Глеба — Маленького Фрица. Пятиконечный знак повторяется и на «пятаке» диска. Буклет, содержащий тексты всех песен, отпечатан на «оберточной» бумаге — по мнению дизайнера альбома, именно такая бумага передаёт атмосферу трудностей и лишений того тяжёлого времени.

## Критика
«Звук на записи выстроен блестяще, клавишные звучат как надо и отлично воспроизводят действительно нетипично крепкий для того времени и места материал… украшенный довольно провокационной для тех времен обложкой альбом Глеба Самойлова полон декадентства и гротескного юмора — причем очень острого… Иногда кажется, что автор вот-вот заиграется, но этого не происходит.
Баланс между серьёзностью гуманистически-пацифистского посыла молодого музыканта и его горько-ироничным жонглированием однозначными, но вывернутыми наизнанку образами всегда выдерживается ровно настолько, насколько это необходимо. И история „маленького Фрица“, ни на секунду не сбиваясь со взятого с самого начала маршевого темпа, уверенно проходит через истерично-драматичную кульминацию к своему печальному финалу, оставляя слушателя в тишине ошеломленно осознавать — что он только что услышал», — писал Дмитрий Сосновский из «Российской газеты».
Евгений Левкович из The New Times отмечал: «Глеб Самойлов (младший из братьев и автор большинства песен „Агаты“) у себя дома, на самом примитивном синтезаторе, записал удивительную по своей музыкальности, но совершенно шизофреническую по текстам сольную пластинку…».
Алексей Коршун из газеты «На смену!» писал: «Когда доброго наивного героя Экзюпери мобилизует третий Рейх, и безжалостная национал-социалистическая идея, не без участия фантазии Глеба Самойлова, бросает его в пекло мирового пожара, он превращается в маленького Фрица. То, что по нему стреляют партизаны, с неба угрожает Покрышкин („а это значит — алес капут“) и „его“ вечность сгорит на огне», в философском плане значит не меньше, чем страдания Вертера или повороты человеческих судеб в романах Ирвина Шоу и Ремарка. Маленький Фриц все так же неустанно ищет истину, как искал её будучи Маленьким Принцем.
Смысл лежит гораздо глубже уровня, устанавливаемого самой едкой иронией и самым злым стебом. В тех глубинах царствует Ницше и экзистенциализм с определённой, конечно, поправкой на природу и экономику Урала".
Критики отмечали рискованность темы и жёсткие, плотные тона, в которых выдержан альбом. «…Сольник младшего Самойлова „Маленький Фриц“ (отличный, кроме шуток!) свидетельствует о неуклонной тяге Глеба к обыгрыванию исторически рискованных тем на протяжении всей творческой жизни», «концептуальный альбом „Маленький Фриц“, производящий впечатление отвергнутой группой демо-версии новой программы …», «мрачный индустриальный альбом, заигрывающий с фашистской тематикой».

Это было неожиданное озарение, такие озарения случаются очень редко. Я вдруг начал писать песни от лица этого маленького Фрица. Чувствовал его, сопереживал ему. Отчасти это были и мои мысли, просто как бы аранжированные в определённой теме. Очень люблю этот альбом. А ругать меня за него стали сейчас: что за музыкальное восхваление Гитлера?.. Я отвечаю: вы ничего не понимаете, это не хвала Гитлеру, а песни о нашей ущербности, которая рождает в нас жажду своего собственного Гитлера — в музыке ли, в индустрии, в политике. Люди не могут жить без фюрера, вот о чём речь.—  Глеб Самойлов, газета "Труд" №56, 1 апреля 2011

## Хронология выпуска
| Регион | Дата | Лейбл                                                      | Форматы | Каталог   |
| ------ | ---- | ---------------------------------------------------------- | ------- | --------- |
| СССР   | 1990 | нет                                                        | MC      | нет       |
| Россия | 1995 | Tutti Records                                              | CD      | ETR 001   |
| Россия | 1995 | Compact Disk Co.                                           | CS      | CD 002    |
| Россия | 2013 | Мирумир Архивная копия от 28 марта 2018 на Wayback Machine | LP      | MIR100398 |

## Список композиций
Слова и музыка всех песен — Глеб Самойлов.
| №   | Название                     | Длительность |
| --- | ---------------------------- | ------------ |
| 1.  | «Барон и за рекой»           | 2:47         |
| 2.  | «Но пасаран!»                | 3:48         |
| 3.  | «Фрау его мечты»             | 2:59         |
| 4.  | «Блицкриг»                   | 1:19         |
| 5.  | «Последний подвиг Евы Браун» | 3:07         |
| 6.  | «Гитлер»                     | 3:56         |
| 7.  | «Командир»                   | 2:16         |
| 8.  | «Покрышкин»                  | 2:04         |
| 9.  | «Партизаны»                  | 3:42         |
| 10. | «Дезертир»                   | 2:56         |
| 11. | «Искушение маленького Фрица» | 3:32         |

## Участники
- Глеб Самойлов — музыка, стихи, вокал, клавишные, гитара.

## Технический персонал
- Александр Кузнецов — программирование, звукосведение.
- Александр Пантыкин — стратегия.
- Запись «СТУДИЯ-8» Екатеринбург 1990 (декабрь)
- Обложка — Александр Коротич

## Дополнительная информация
- На момент записи альбома Глебу Самойлову было 20 лет
- Песня «Партизаны» была перезаписана в новой акустической аранжировке с участием перкуссии, струнных и духовых инструментов для акустического альбома группы «The Matrixx» «Light». Сначала она называлась «Партизаны взрывают мосты» и именно она дала начало сочинению остальных песен альбома[15].
- Во время концертного тура «Прекрасное жестоко» группы The Matrixx исполнялись песни «Барон и за рекой», «Но Пасаран!», «Гитлер», «Командир» и «Последний подвиг Евы Браун»[16].
- Песня «Искушение маленького Фрица» исполнялась на творческих вечерах Глеба Самойлова под акустическую гитару.
- Песня «Серое небо», которая была написана Глебом Самойловым ещё в 16 лет, изначально должна была войти в альбом «Маленький Фриц». Но этого не произошло, и песня была позднее включена в альбом «Ураган» группы «Агата Кристи».[17]